# Шкрабало, Иво
Иво Шкрабало (хорв. Ivo Škrabalo 19 февраля 1934 – 18 сентября 2011) — хорватский кинокритик, сценарист, член парламента.

## Биография
Шкрабало родился в Сомборе, где он закончил начальную и среднюю школу, прежде чем переехал в Загреб в 1952 году. Он поступил на юридический факультет Загребского университета и получил степень магистра международного права, защитив докторскую диссертацию о создании Бангладеш. 
Он также учился в Загребской академии драматического искусства и окончил ее факультет режиссуры. Затем Шкрабало работал драматургом на загребских киностудиях Zagreb Film (1958–1962) и Jadran Film (1964–1967), а затем был нанят в качестве консультанта на Croatia Film в конце 1960-х годов. Он снял несколько короткометражных фильмов и написал или был соавтором нескольких сценариев для художественных фильмов, включая классическую комедию 1970 года «One Song a Day Takes Mischief Away».
Шкрабало также был плодовитым кинокритиком и внес значительный вклад в публикации о фильмах, издаваемые Институтом лексикографии Мирослава Крлежи. Он также является автором четырех книг об истории хорватского кино, включая его основополагающую работу «101 год кино в Хорватии 1896–1997», опубликованную в 1998 году. Он также получил известность за необычные переводы названий импортных порнографических фильмов, которые вышли в общенациональный прокат в Югославии в 1980-х годах. 

## Политическая карьера
В начале 1990-х годов Шкрабало занялся политикой. В период с 1991 по 1992 год он недолгое время занимал руководящую должность в министерстве культуры в правительстве национального единства во главе с премьер-министром Франьо Грегуричем и дважды избирался в хорватский парламент — с 1992 по 1995 год он был членом Хорватской социал-либеральной партии (ХСЛП), а с 2000 по 2003 год — членом ее недолго просуществовавшей отколовшейся партии ЛИБРА, которая позже объединилась в Хорватскую народную партию. Он был одним из мэров, предложенных оппозицией и отвергнутых президентом Франьо Туджманом во время Загребского кризиса 1995–1997 годов. 

## Семья
Ученый и дипломат Зденко Шкрабало был его старшим братом.